# Kwik-E-Mart
Kwik-E-Mart je izmišljeni maloprodajni trgovački lanac u animiranoj TV seriji Simpsoni. Parodija je američkih trgovačkih lanaca 7-Eleven i Circle K te predstavlja mnoge mitove i stereotipe o njima. Ozloglašen je zbog svojih visokih cijena i loše kvalitete proizvoda. Poslovođa springfieldske trgovine je Indijac Apu Nahasapeemapetilon. Trgovina je prvi put prikazana u epizodi The Telltale Head i od tada je postala česta pozadina radnje u Simpsonima.
U srpnju 2007., jedanaest je trgovina 7-Eleven u SAD-u te jedna u Kanadi transformirano u Kwik-E-Martove kao dio promocije filma The Simpsons Movie. Jedno su vrijeme američke trgovine u lancu 7-Eleven prodavali razne proizvode iz Simpsona, kao što su Buzz Cola i pahuljice Krusty-Os. Iste su godine u floridskom i hollywoodskom studiju Universal otvorene suvenirnice napravljene po uzoru na Kwik-E-Martove.

## Uloga uSimpsonima
Kwik-E-Mart je maloprodajni trgovački lanac koji robu prodaje po neobično visokim cijenama. Trgovački lanac Kwik-E-Mart osnovan je negdje na Himalaji, gdje još uvijek na jednom planinskom vrhu, ironično neprikladnoj lokaciji, stoji trgovina.
Vlasnik i poslovođa springfieldske trgovine je Indijac Apu Nahasapeemapetilon, koji ga vodi sa svojim bratom Sanjayjem, stereotipni je primjer stranca prodavača u američkim trgovinama. Apu je iznimno posvećen svom poslu te rijetko zatvara trgovinu i povremeno radi smjene od 96 sati. Često ignorira svoju suprugu Manjulu i njihovo osmero djece kako bi što više mogao biti na poslu, a često oklijeva kad treba treba ostaviti brata da vodi trgovinu. Apu se veoma ponosi svojim poslom te s ponosom vara kupce i prodaje im pokvarenu robu, kao što je istrunulo meso ili mlijeko kojem je prošao rok trajanja.
Springfieldski je Kwik-E-Mart česta meta pljačkaša, zbog čega je Apu nekoliko puta nastrijeljen. Omiljena je meta lokalnog kriminalca Snakea Jailbirda, koji je nekoliko puta počinio razbojstvo u Kwik-E-Martu.

## Vanjske poveznice
- Apuov profil na TheSimpsons.com